# Eparchia kaliningradzka
Eparchia kaliningradzka – eparchia Rosyjskiego Kościoła Prawosławnego, z siedzibą w Królewcu. 

## Historia
Administratura została wyodrębniona z eparchii smoleńskiej i kaliningradzkiej decyzją Świętego Synodu Rosyjskiego Kościoła Prawosławnego 31 marca 2009. Jej zwierzchnik ma każdorazowo nosić tytuł biskupa kaliningradzkiego i bałtyjskiego. Święty Synod nie wyznaczył nowego biskupa eparchialnego, lecz powierzył tymczasowy zarząd eparchii patriarsze Moskwy i całej Rusi Cyrylowi, który przed wyborem na patriarchę był metropolitą smoleńskim i królewieckim.
Postanowieniem Świętego Synodu, 21 października 2016 z terytorium eparchii wydzielono nową administraturę – eparchię czerniachowską. Jednocześnie z macierzystej i nowej eparchii utworzono metropolię kaliningradzką. Wybrano też ordynariusza eparchii kaliningradzkiej – został nim dotychczasowy jej biskup pomocniczy, Serafin (Mielkonian).
W 2023 r. Święty Synod Rosyjskiego Kościoła Prawosławnego postanowił nadać eparchii kalinigradzkiej status patriarszego namiestnictwa na podobnych zasadach, na jakich funkcjonuje eparchia moskiewska obwodowa. Honorowym zwierzchnikiem eparchii stał się zatem patriarcha moskiewski i całej Rusi, zaś faktycznie zarządzający eparchią biskup otrzymał status jego namiestnika oraz tytuł biskupa bałtijskiego i swietłogorskiego.

## Główna świątynia
Funkcję katedry eparchii pełni sobór Chrystusa Zbawiciela w Królewcu.

## Dekanaty
Eparchia dzieli się na 3 dekanaty:
- nadmorski;
- Opieki Matki Bożej;
- Zaśnięcia Matki Bożej.

W momencie powołania eparchii na jej terenie (obejmującym ówcześnie cały obwód królewiecki) działało 78 parafii. Według danych z kwietnia 2020 r. w skład eparchii wchodziło 57 parafii, obsługiwanych przez 72 księży.

## Klasztory
- Monaster św. Katarzyny w Rodnikach – żeński;
- Skit Obrazu Chrystusa Zbawiciela Nie Ludzką Ręką Uczynionego w Baldze – męski[1].